# Erysiphe lonicerae
Erysiphe lonicerae är en svampart som beskrevs av DC. 1815. Erysiphe lonicerae ingår i släktet Erysiphe och familjen Erysiphaceae.   Inga underarter finns listade i Catalogue of Life.
I den svenska databasen Dyntaxa används istället namnet Microsphaera lonicerae för samma taxon.  Arten är reproducerande i Sverige.

## Källor

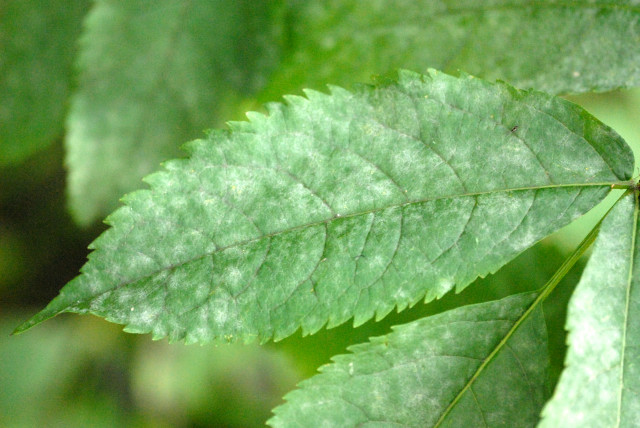